# Arrondissement de Corte
L'arrondissement de Corte est une division administrative française, située dans la circonscription départementale de la Haute-Corse et le territoire de la collectivité de Corse.

## Composition

### Composition avant 2015
Liste des cantons de l'arrondissement de Corte :
- canton d'Alto-di-Casaconi ;
- canton de Bustanico ;
- canton de Campoloro-di-Moriani ;
- canton de Castifao-Morosaglia ;
- canton de Corte ;
- canton de Fiumalto-d'Ampugnani ;
- canton de Ghisoni ;
- canton de Moïta-Verde ;
- canton de Niolu-Omessa ;
- canton d'Orezza-Alesani ;
- canton de Prunelli-di-Fiumorbo ;
- canton de Venaco ;
- canton de Vescovato ;
- canton de Vezzani.

Le 1er janvier 2010, les cantons d'Alto-di-Casaconi, de Campoloro-di-Moriani, de Fiumalto-d'Ampugnani et de Vescovato sont transférés de l'arrondissement de Bastia à celui de Corte.

### Découpage communal depuis 2015

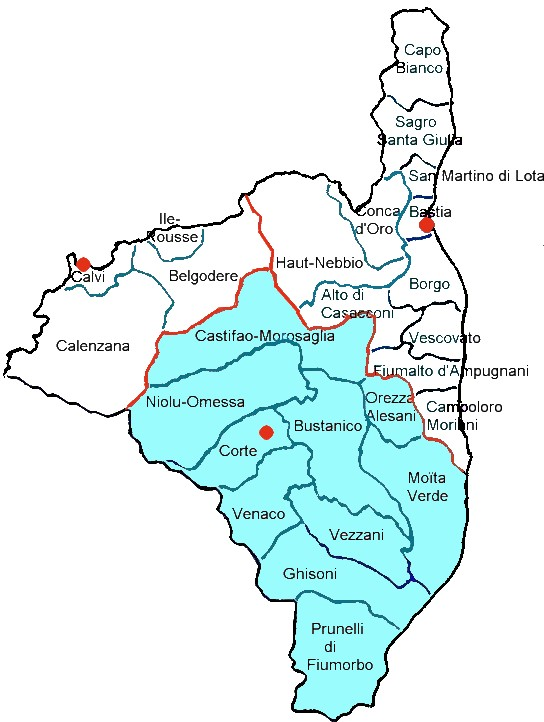

Depuis 2015, le nombre de communes des arrondissements varie chaque année soit du fait du redécoupage cantonal de 2014 qui a conduit à l'ajustement de périmètres de certains arrondissements, soit à la suite de la création de communes nouvelles. Le nombre de communes de l'arrondissement de Corte reste quant à lui inchangé depuis 2015 et égal à 158.
Au 1er janvier 2024, l'arrondissement groupe les 158 communes suivantes :
1. Aghione
2. Aiti
3. Alando
4. Albertacce
5. Aléria
6. Altiani
7. Alzi
8. Ampriani
9. Antisanti
10. Asco
11. Bigorno
12. Bisinchi
13. Bustanico
14. Calacuccia
15. Cambia
16. Campana
17. Campi
18. Campile
19. Campitello
20. Canale-di-Verde
21. Canavaggia
22. Carcheto-Brustico
23. Carpineto
24. Carticasi
25. Casabianca
26. Casalta
27. Casamaccioli
28. Casanova
29. Casevecchie
30. Castellare-di-Casinca
31. Castellare-di-Mercurio
32. Castello-di-Rostino
33. Castifao
34. Castiglione
35. Castineta
36. Castirla
37. Cervione
38. Chiatra
39. Chisa
40. Corscia
41. Corte
42. Croce
43. Crocicchia
44. Erbajolo
45. Érone
46. Favalello
47. Felce
48. Ficaja
49. Focicchia
50. Gavignano
51. Ghisonaccia
52. Ghisoni
53. Giocatojo
54. Giuncaggio
55. Isolaccio-di-Fiumorbo
56. Lano
57. Lento
58. Linguizzetta
59. Loreto-di-Casinca
60. Lozzi
61. Lugo-di-Nazza
62. Matra
63. Mazzola
64. Moïta
65. Moltifao
66. Monacia-d'Orezza
67. Monte
68. Morosaglia
69. Muracciole
70. Nocario
71. Noceta
72. Novale
73. Olmo
74. Omessa
75. Ortale
76. Ortiporio
77. Pancheraccia
78. Parata
79. Penta-Acquatella
80. Penta-di-Casinca
81. Perelli
82. Pero-Casevecchie
83. Pianello
84. Piano
85. Piazzali
86. Piazzole
87. Piedicorte-di-Gaggio
88. Piedicroce
89. Piedigriggio
90. Piedipartino
91. Pie-d'Orezza
92. Pietra-di-Verde
93. Pietraserena
94. Pietricaggio
95. Pietroso
96. Piobetta
97. Poggio-di-Nazza
98. Poggio-di-Venaco
99. Poggio-Marinaccio
100. Poggio-Mezzana
101. Polveroso
102. Popolasca
103. Porri
104. La Porta
105. Prato-di-Giovellina
106. Prunelli-di-Casacconi
107. Prunelli-di-Fiumorbo
108. Pruno
109. Quercitello
110. Rapaggio
111. Riventosa
112. Rospigliani
113. Rusio
114. Saliceto
115. San-Damiano
116. San-Gavino-d'Ampugnani
117. San-Gavino-di-Fiumorbo
118. San-Giovanni-di-Moriani
119. San-Giuliano
120. San-Lorenzo
121. San-Nicolao
122. Santa-Lucia-di-Mercurio
123. Santa-Lucia-di-Moriani
124. Santa-Maria-Poggio
125. Sant'Andréa-di-Bozio
126. Sant'Andréa-di-Cotone
127. Santa-Reparata-di-Moriani
128. Santo-Pietro-di-Venaco
129. Scata
130. Scolca
131. Sermano
132. Serra-di-Fiumorbo
133. Silvareccio
134. Solaro
135. Sorbo-Ocagnano
136. Soveria
137. Stazzona
138. Taglio-Isolaccio
139. Talasani
140. Tallone
141. Tarrano
142. Tox
143. Tralonca
144. Valle-d'Alesani
145. Valle-di-Campoloro
146. Valle-di-Rostino
147. Valle-d'Orezza
148. Velone-Orneto
149. Venaco
150. Ventiseri
151. Venzolasca
152. Verdèse
153. Vescovato
154. Vezzani
155. Vivario
156. Volpajola
157. Zalana
158. Zuani

## Démographie
En 2022, l'arrondissement comptait 60 986 habitants.
| 1968   | 1975   | 1982   | 1990   | 1999   | 2006   | 2011   | 2016   | 2021   |
| ------ | ------ | ------ | ------ | ------ | ------ | ------ | ------ | ------ |
| 45 039 | 45 457 | 45 359 | 45 165 | 48 911 | 33 088 | 29 170 | 58 800 | 60 236 |

| 2022   | - | - | - | - | - | - | - | - |
| ------ | - | - | - | - | - | - | - | - |
| 60 986 | - | - | - | - | - | - | - | - |

## Sous-préfets
| Période          | Période          | Identité                         | Fonction précédente                                     | Observation |
| ---------------- | ---------------- | -------------------------------- | ------------------------------------------------------- | --- |
| 9 octobre 1975   | 25 novembre 1977 | Jean-Baptiste Susini (1927-2017) | Administrateur civil                                    | Victime d'un double attentat le 28 septembre 1976. Nommé ensuite secrétaire général de la préfecture de la Haute-Corse.                                                                                |
|                  | 18 mars 1991     | Michel Jeanjean                  |                                                         | Nommé secrétaire général de la préfecture de la Haute-Saône |
| 18 mars 1991     | 5 août 1992      | Jean-Louis Wiart                 | Directeur du cabinet du préfet de l'Orne                | Nommé Sous-préfet d'Argentan |
| 5 décembre 1995  |                  | Jacques Nodin                    | Sous-préfet de Clamecy                                  | |
| 22 avril 1998    |                  | Eric Morvan                      | Directeur du cabinet du préfet de la Sarthe             | |
| 10 octobre 2000  | 29 juillet 2002  | Eric Maire                       | Administrateur civil                                    | Nommé directeur du cabinet du préfet de l'Isère |
| 9 septembre 2002 | 23 juillet 2006  | Francis Blondieau                | Sous-préfet, directeur de cabinet du préfet de l'Allier | Nommé secrétaire général de la préfecture du Jura • https://www.legifrance.gouv.fr/jorf/id/JORFTEXT000000775424?init=true&page=1&query=d%C3%A9cret+francis+blondieau&searchField=ALL&tab_selection=all |
| 24 juillet 2006  | 3 octobre 2008   | Thierry Cottin                   | Administrateur territorial                              | Nommé secrétaire général de la préfecture des Hautes-Alpes |
| 8 octobre 2008   | 8 décembre 2011  | Tony Constant                    | Ingénieur de l'industrie et des mines                   | Nommé directeur de cabinet du préfet de la région Poitou-Charentes, préfet de la Vienne |
| 8 décembre 2011  | 14 mars 2014     | Claude Valadier                  | Directeur départemental de la cohésion sociale          | |
| 14 mars 2014     | 19 janvier 2016  | Dominique Schuffenecker          | Sous-préfet de Briançon                                 | Nommé secrétaire général de la préfecture de la Haute-Corse |
| 14 mars 2016     | 2 juillet 2018   | Sébastien Cecchi                 | Sous-préfet d'Altkirch                                  | |
| 7 septembre 2018 |                  | Ronan Leaustic                   | Sous-préfet de Château-Thierry                          | Ancien arbitre de la FIFA |